# Korana
 Ovo je glavno značenje pojma Korana. Za druga značenja pogledajte Korana (razdvojba).
Korana je rijeka u Hrvatskoj i BiH, desna pritoka rijeke Kupe.

## Opis
Korana izvire u Plitvičkim jezerima. Voda potoka Plitvice obrušavajući se preko stijene visoke 78 m tvoreći amfiteatar Velikog slapa, najvišeg slapa u Hrvatskoj, zajedno s vodom nastaloj prelijevanjem vode iz jezera u jezero (najniže Novakovića Brod), tvori slapište visine 25 m Sastavke kojima započinje rijeka Korana.
Dugačka je 134,2 km od izvora do ušća u rijeku Kupu u Karlovcu. Pripada crnomorskom slivu i nije plovna. Na mnogim dijelovima Korana protiče kroz slikovite, vapnenačke kanjone visoke stotinjak i više metara. Ovi kanjoni obrasli su bukovom šumom ili su ogoljeli. U gornjem toku nalaze se slikovite pećine.
U Slunju na utoku Slunjčice u Koranu nastali su zanimljivi slapovi Rastoke. Kod Karlovca se u Koranu ulijeva Mrežnica, a u Tržcu u Bosni i Hercegovini se u nju ulijeva rijeka Mutnica.
Nastanak njenog imena nije još razriješen. Po nekima je ime Korane izvedenica iz riječi "kora" (biljaka), po drugima je ime nastalo iz imena "Gorana", tj. označava vodu koja teče iz gore, a neki Koranino ime povezuje s njezinim koritom omeđenim liticama koje su oštro i duboko usječene u tlo. Neki je također povezuju s indoeuropskim korijenom *krews (hladan, odatle riječ kristal).

## Vanjske poveznice
|  | Zajednički poslužitelj ima još gradiva o temi Korana |